# James Bond 007: Everything or Nothing
James Bond 007: Everything or Nothing (2004) is een third-person shooter waarin de speler de door Ian Fleming gecreëerde James Bond bestuurt.
Het was het eerste James Bond-computerspel waarin Electronic Arts de acteurs uit de filmreeks inhuurde om hun stem in te laten spreken naast het uiterlijk model staan van hun personage ('character'). Dit was, de toen spelende acteur van James Bond, Pierce Brosnan, Judi Dench als M en John Cleese als Q. Dit maakt het voor Brosnan zijn laatste officiële verschijning van het personage in de franchise.
Everything or Nothing is het tweede computerspel waarvoor speciaal muziek is opgenomen. Het eerste spel was James Bond 007: Nightfire uit 2002. Het gelijknamige titelnummer van het spel is gezongen door de R&B zangeres Mýa, die zelf ook te zien is in een rol als "Bond Girl". Opvallend is Richard Kiel die terugkeerde in de rol van Jaws, een rol die hij eerder vertolkte in de James Bond-films The Spy Who Loved Me (1977) en Moonraker (1979).
Electronic Arts ontwikkelde en gaf de game uit voor de PS2, Xbox, GameCube. De Game Boy Advance-versie is ontwikkeld door Griptonite Games. 

## Personages
- Pierce Brosnan - James Bond
- Shannon Elizabeth - Serena ST. Germaine
- Willem Dafoe - Nikolai Diavolo
- Heidi Klum -Dr. Katya Nadanova
- Judi Dench - "M"
- John Cleese - "Q"
- Richard Kiel - Jaws
- Misaki Ito - Q's Assistente
- Mya - Agent Mya Starling

## Verhaal
James Bond moet naar Peru om zijn collega 003 te zoeken. Nikolai Diavolo is KGB-agent met nanorobots om de wereld te vernietigen. Bond moet hem tegenhouden, met hulp van Serena St. Germaine en in New Orleans met een NSA-agent Mya Starling.
Bonds oude vriend Jaws is ook terug.

## Locaties
- Schotland
- Egypte
- Peru
- New Orleans
- Moskou
- Sahara

## Trivia
- Bond krijgt ook een Porsche Cayenne Turbo en een motorfiets: een Triumph Daytona 600 van Q.
- In het level The High Road is het mogelijk om James Bond op zijn motor naast het originele leveleinde te springen. Als de speler dit op een bepaalde manier doet en afstapt, kan hij vrij door het level lopen.[1]